# Giannis Antetokounmpo
Giannis Antetokounmpo (řec. Γιάννης Αντετοκούνμπο) (* 6. prosince 1994, Athény, Řecko) je řecký basketbalista nigerijského původu, hrající v National Basketball Association za tým Milwaukee Bucks. Basketbal začal hrát za mládenecký athénský tým Filathlitikos. V roce 2011 začal hrát za tým mužů a v roce 2013 se zúčastnil výběru do NBA, v němž byl jako patnáctý vybrán týmem Bucks. Díky své výšce, váze, rychlosti a skvělém pohybu s míčem je přezdíván „Greek Freak“ neboli řecká bestie či monstrum.
V sezóně 2016–2017 vedl v týmu Bucks ve všech pěti statistikách a stal se tak prvním hráčem NBA, který skončil základní část sezóny mezi 20 nejlepšími ve všech pěti kategoriích: počet bodů, doskoků, asistencí, bloků a zisků. V téže sezóně také získal Cenu pro hráče s největším zlepšením (Most Improved Player). Byl vybrán do čtyř All-Star výběrů, v roce 2020 byl také zvolen kapitánem východní konference. V červnu roku 2019 byl zvolen Nejužitečnějším hráčem ligy.

## Raný život a kariéra
Giannis Antetokounmpo se narodil v řeckých Aténách do chudé rodiny nigerijských imigrantů, kteří se sem tři roky předtím přistěhovali z Lagosu. Přestože se on i jeho tři bratři (Kostas, Thanasis a Alex) narodili v Řecku , nedostali řecké občanství (čtvrtý, nejstarší bratr Francis se narodil v Nigérii). Až do svých 18 let tak byl Giannis apolita, bez řeckého či nigerijského občanství.
Pro jeho rodiče coby přistěhovalce bylo obtížné najít si práci, takže se Giannis se starším bratrem Thanasisem snažili zlepšit finanční situaci rodiny pouličním prodejem hodinek nebo slunečních brýlí.
Basketbal začal hrát ve 13 letech za místní tým. O šest let později jej draftoval tým NBA Milwaukee Bucks, ve kterém dosáhl prudkého výkonnostního vzestupu. Stal se nejen lídrem týmu, ale i výrazným hráčem v rámci celé NBA.

## Basketbalová kariéra

### Filathlitikos (2012–2013)
V roce 2011 hrál Antetokounmpo za mužský tým Filathlitikos ve třetí řecké B Basket League. V sezóně 2012–2013 se se svým týmem dostal do druhé nejvyšší ligy.
V prosinci roku 2012, jen pár dní po dovršení 18 let, podepsal čtyřletou smlouvu se španělským týmem CAI Zaragoza. Avšak s výjimkou NBA draftu po každé sezóně. Mělo o něj však zájem i mnoho dalších velkých evropských klubů, včetně Barcelony. Smlouva počínající sezónou 2013–2014 se rozhodl zůstat v týmu Filathlitikos po zbytek sezóny 2012–2013.
Během sezóny 2012–2013 řecké druhé ligy měl Antetokounmpo 46,4% úspěšnost z pole, 31,3% tříbodových hodů a 72% z volného hodu, přičemž hrál v průměru 22,5 minuty za zápas. Během 26 zápasů nastřádal v průměru 9,5 bodů, 5 doskoků, 1,4 asistencí a 1 bloku na zápas. Byl také vybrán jako speciální účastník řecké ligy All-Star Game 2013. I když nebyl vybrán jako all-star, trenéři ho nechali hrát ve hře jako speialitu pro fanoušky.

### Milwaukee Bucks

#### Raný vývoj (2013–2016)
Dne 28. dubna 2013 se Antetokounmpo účastnil NBA výběru. Byl vybrán v prvním kole jako patnáctý týmem Milwaukee Bucks. Dne 30. června podepsal nováčkovskou smlouvu s Bucks.
Antetokounmpo odehrál první zápas 13. října 2013 jako 18letý, a stal se tak jedním z nejmladších NBA hráčů. S průměrem 6,7 bodů, 4,4 doskoků, 1,9 asistencí, 0,8 bloky a 0,8 krádežemi v 77 zápasech během jeho první sezóny v NBA. Skóroval hned ve 23 zápasech dvoumístným počtem bodů a ve dvou zápasech dokonce s 10+ doskoky, což vyústilo tzv. double-double. Byl vybrán do the Rising Star Challange jako součást NBA All-Stars.
Dne 16. října 2014 se Bucks rozhodl prodloužit nováčkovskou smlouvu až do roku 2017. Dne 10. února byl Giannis jmenován hráčem týdne, když si proti týmu Houston Rockets připsal 27 bodů a 15 doskoků, avšak i přes jeho výkon Bucks prohráli. Zúčastnil se také NBA Slam Dunk Contestu v roce 2015. Tým Bucks tuto sezónu skončili se skóre 41–41, a skončil tak na šestém místě Východní konference. V sezóně hrál ve všech zápasech a připsal si průměrně 12,7 bodů a 6,7 doskoků za 82 zápasů. V playoff je poté v prvním kole vyřadil tým Chicago Bulls, a to bilancí 4 ku 2.
V následující sezóně si Antetokounmpo připsal po 20 zápasech průměr 16 bodů, spolu s úspěšností střelby necelých 60 %. Dne 19. listopadu si v zápase proti Cleveland Cavaliers, kteří v té době byly druzí v tabulce západní konference připsal 33 bodů. O měsíc později dopomohl svému týmu 11 body a 12 doskoky k cenné výhře nad do té doby neporaženými Golden State Warriors.
Dne 22. ledna 2016 zaznamenal Antetokounmpo svůj první triple-double s 27 body, 12 doskoky a 10 asistencemi, a porazil tak tým Los Angeles Lakers. Stal se tak nejmladším hráčem Bucks, který kdy skóroval právě triple-double. Dne 13. března zaznamenal již čtvrtý triple-double za 11 zápasů s 28 body, 11 doskoky a 14 asistencemi nad Brooklyn Nets. Dne 15. března poté překonal svůj rekord s 34 body proti týmu Chicago Bulls.

#### Hvězdná léta (2016–2018)
Dne 19. října 2016 Antetokounmpo podepsal čtyřletou smlouvu za 100 milionů dolarů, a prodloužil tak kontrakt s týmem Bucks. Antetokounmpo pomohl Bucks ke třem výhrám v prvním týdnu s průměrným počtem bodů na zápas 24,3. Dne 23. prosince si připsal rekordních 39 bodů, 9 doskoků a 6 asistencí nad týmem Washington Wizards. Dne 4. ledna 2017 s 27 body, 13 doskoky a také posledním košem po vypršení časomíry zajistil výhru nad New York Knicks. Bucks tak překonali nejdelší počet výher za sebou od roku 2006. Antetokounmpo byl ve 22 letech také vybrán do 2017 NBA All-Star Games, a stal se tak nejmladším hráčem, který byl kdy do All-Stars z týmu Bucks vybrán. Stal se také prvním Řekem, který kdy hrál v All-Stars.
Dne 10. února 2017 skóroval 41 body proti týmu Los Angeles Lakers. V dubnu toho roku byl jmenován hráčem východní konfederace pro měsíc březen. S průměrnými 22,4 body a 8,4 doskoky byl tak za sezónu 2016–2017 nejlepším hráčem Bucks ve všech statistikách. Stal se tak pátým hráčem, který to dokázal. Díky tomu byl také prvním hráčem NBA, který kdy skončil v Top 20 ve všech těchto statistikách.
Za tuto sezónu také získal ocenění za Hráče s nejlepším zlepšením (Most Improved Player), a stal se tak prvním hráčem Bucks, který toto ocenění vyhrál.
V prvním zápase sezóny 2017–2018 skóroval Antetokounmpo 37 body a 13 doskoky proti Boston Celtics. Tři dny poté překonal jeho rekord 44 body proti týmu Portland Trail Blazers. V prvních čtyřech hrách zaznamenal Antetokounmpo více než 30 bodů každý zápas, což dělalo dohromady 147 bodů. Překonal tak jednoho z nejlepších basketbalistů všech dob Kareema Abdula Jabbara, který držel rekord 146 bodů. Za prvních pět zápasů měl tedy 175 bodů, 53 doskoků a 28 asistencí, což byly nejlepší statistiky v historii NBA. Za prvních 27 sezonních her skóroval v každém zápase minimálně 20 bodů, a překonal tak rekord z roku 2000 hráče Shaquilla O'Neala. Dne 15. ledna 2018 dokázal jako druhý nejmladší hráč Bucks skórovat více než 20 body a 20 doskoky. Tři dny poté byl opět vybrán do výběru pro All-Stars Games 2018.
V play-off byli poté Bucks vyřazeni týmem Celtics, přestože Antetokounmpo skóroval v každé hře minimálně 20 body.

#### Vzestup Bucks (2018–současnost)
V šesté hře sezóny 2018–2019, dne 24. října, Antetokounpo získal hned 32 bodů, 18 doskoků a 10 asistencí, čímž dosáhl 6 výher v řadě. V dalších zápasech v sezóně opět dominoval a v dalších 20 zápasech měl v každém více než 25 bodů. Byl vyhlášen nejlepším hráčem východní konference pro měsíce říjen, listopad a prosinec. Byl také vyhlášen nejlepším hráčem Evropy pro rok 2018.
Dne 9. ledna 2019 proti týmu Houston Rockets skóroval 27 body a 21 doskoky. 13. února získal pátý triple-double proti týmu Indiana Pacers. Pro Antetokounmpona to byl 13. zápas, kdy získal minimálně 25 bodů a 15 doskoků. Byl opět jmenován hráčem východní konference za měsíc únor. Dne 17. března překonal 44 bodů hned o 8, a i přes to prohrál proti týmu Philadelphia 76ers. Dopomohl tak Bucks k zajištění prvního místa ve východní konferenci. V play-off se Bucks dostali až do finále východní konference, kde podlehli 2–4 Toronto Raptors, kteří poté vyhráli celou ligu. Antetokounmpo si však v každé hře připsal více než 25 bodů, a stal se tak pátým hráčem týmu Bucks, který kdy skóroval přes 40 v play-off zápase.
Za tuto sezónu Antetokounmpo získal cenu Nejužitečnějšího hráče ligy (MVP), a připojil se tak ke Kareemu Abdulovi Jabbarovi, jako druhý hráč v historii Bucks. Stal se tak třetím nejmladším hráčem, který kdy tuto cenu získal hned za Derrickem Rosem a LeBronem Jamesem. Navíc je pátým hráčem, který je jiné než americké národnosti a vyhrál tuto cenu.
Sezónu 2019–2020 zahájil Antetokounmpo s triple-doublem proti týmu Houston Rockets. Dne 25. listopadu 2019 také skóroval 50 body a 14 doskoky proti Utah Jazz. Porážkou týmu Los Angeles Lakers si připsal tým Bucks rekord 25–4. Dne 23. ledna 2020 byl vybrán jako kapitán týmu na All-Stars Games 2020 proti LeBronu Jamesovi. V únoru poté proti týmu Philadelphia 76ers zaznamenal 36 bodů a 20 doskoků. Stal se také prvním hráčem, který odehrál pět her s více než 30 body a 15 doskoky. V roce 2020 podepsal prodlužující smlouvu s Milwaukee Bucks za 228 milionu dolarů.

## Zápasy za národní tým
Antetokounmpo začal reprezentovat Řecko v červnu 2013 s týmem U20 (pod 20 let), na Mistrovství světa v basketbalu do 20 let 2013. Řecko skončilo na 5. místě se skóre 8–2, přičemž si Antetokounmpo připsal průměrně 8 bodů, 7,6 doskoků a 2,2 asistencí.
V roce 2014 Antetokounmpo hrál za mužský tým, se kterým na Mistrovství světa v basketbalu mužů 2014 skončil devátý. Měl průměrný počet bodů na zápas 6,3 a 4,3 doskoků, za šest zápasů.
Na Mistrovství Evropy v basketbalu mužů 2015 byl řecký tým plný zkušených hráčů, kteří vyhráli několik evropských soutěží, a byl tak favoritem na zisk medaile. Skupinovou fází prošli bez porážky, ve čtvrtfinále však narazili na Španělský národní tým, který poté celý turnaj vyhrál. Turnaj Antetokounmpo skončil s průměrem 9,8 bodů, 6,9 doskoků a 1,1 asistencí za 8 zápasů.
Antetokounmpo také hrál v roce 2016 v turnaji o kvalifikaci na LOH 2016, kde se i přes to, že získal průměrně 15,3 bodů a 5,7 doskoků za tři odehrané zápasy, nedokázali kvalifikovat. Tentýž rok také hrál v přípravném zápase na Mistrovství Evropy v basketbalu mužů 2017 proti Černé hoře, kde uspěl hned s 20 body. Samotného turnaje se však kvůli zranění kolene nemohl účastnit.
Antetokounmpo reprezentoval Řecko také na Mistrovství světa v basketbalu mužů 2019, kde s průměrem 14,8 bodů a 8,8 doskoků skončil s národním týmem na 11. místě.

## Statistiky
| GP  | Odehrané zápasy         | GS  | Odehrané zápasy v základní soupisce | MPG   | Počet odehraných minut |
| FG% | Procento košů ze hřiště | 3P% | Procento tříbodových košů           | FT%   | Procento volných hodů  |
| RPG | Počet doskoků za hru    | APG | Počet asistencí za hru              | SPG   | Krádeží za hru         |
| BPG | Počet bloků za hru      | PPG | Počet bodů za hru                   | Tučně | Nejvyšší v kariéře     |

### NBA

#### Základní sezóna
| Sezóna   | Tým       | GP  | GS  | MPG  | FG%  | 3P%  | FT%  | RPG  | APG | SPG | BPG | PPG  |
| -------- | --------- | --- | --- | ---- | ---- | ---- | ---- | ---- | --- | --- | --- | ---- |
| 2013–14  | Milwaukee | 77  | 23  | 24.6 | 41,4 | 34,7 | 68,3 | 4.4  | 1.9 | 0.8 | 0.8 | 6.8  |
| 2014–15  | Milwaukee | 81  | 71  | 31.4 | 49,1 | 15,9 | 74,1 | 6.7  | 2.6 | 0.9 | 1.0 | 12.7 |
| 2015–16  | Milwaukee | 80  | 79  | 35.3 | 50,6 | 25,7 | 72,4 | 7.7  | 4.3 | 1.2 | 1.4 | 16.9 |
| 2016–17  | Milwaukee | 80  | 80  | 35.6 | 52,2 | 27,2 | 77,0 | 8.7  | 5.4 | 1.6 | 1.9 | 22.9 |
| 2017–18  | Milwaukee | 75  | 75  | 36.7 | 52,9 | 30,7 | 76,0 | 10.0 | 4.8 | 1.5 | 1.4 | 26.9 |
| 2018–19  | Milwaukee | 72  | 72  | 32.8 | 57,8 | 25,6 | 72,9 | 12.5 | 5.9 | 1.3 | 1.5 | 27.7 |
| Celkem   | Celkem    | 465 | 400 | 32.7 | 52,1 | 27,7 | 74,2 | 8.3  | 4.1 | 1.2 | 1.3 | 18.8 |
| All-Star | All-Star  | 3   | 3   | 25.3 | 68,5 | 22,2 | 80,0 | 8.0  | 2.6 | 1.3 | 0.3 | 28.0 |

#### Play-Off
| Sezóna | Tým       | GP | GS | MPG  | FG%  | 3P%  | FT%  | RPG  | APG | SPG | BPG | PPG  |
| ------ | --------- | -- | -- | ---- | ---- | ---- | ---- | ---- | --- | --- | --- | ---- |
| 2015   | Milwaukee | 6  | 6  | 33.5 | 36,6 | 0    | 73.9 | 7.0  | 2.7 | 0.5 | 1.5 | 11.5 |
| 2017   | Milwaukee | 6  | 6  | 40.5 | 53,6 | 40,0 | 54,3 | 9.5  | 4.0 | 2.2 | 1.7 | 24.8 |
| 2018   | Milwaukee | 7  | 7  | 40.0 | 57,0 | 28,6 | 69,1 | 9.6  | 6.3 | 1.4 | 0.9 | 25.7 |
| 2019   | Milwaukee | 15 | 15 | 34.3 | 49,2 | 32,7 | 63,7 | 12.3 | 4.9 | 1.1 | 2.0 | 25.5 |
| Celkem | Celkem    | 34 | 34 | 36.4 | 50,2 | 32,5 | 64,0 | 10.3 | 4.6 | 1.3 | 1.6 | 23.0 |

### Řecká A2 Basketbalová liga
| Sezóna  | Team          | GP | MPG  | FG%  | 3P%  | FT%  | RPG | APG | SPG | BPG | PPG |
| ------- | ------------- | -- | ---- | ---- | ---- | ---- | --- | --- | --- | --- | --- |
| 2012–13 | Filathlitikos | 26 | 22.5 | 46,4 | 31,3 | 72,0 | 5.0 | 1.4 | 0.7 | 1.0 | 9.5 |

### Národní tým
| Rok                                | Tým   | GP | GS | MPG  | FG%  | 3P%  | FT%  | RPG | APG | SPG | BPG | PPG  |
| ---------------------------------- | ----- | -- | -- | ---- | ---- | ---- | ---- | --- | --- | --- | --- | ---- |
| 2014 Mistrovství světa             | Řecko | 6  | 0  | 15.7 | 45,8 | 11,1 | 78,9 | 4.3 | 0.3 | 0.7 | 0.3 | 6.3  |
| 2015 Mistrovství Evropy            | Řecko | 8  | 8  | 24.4 | 49,2 | 38,5 | 61,5 | 6.9 | 1.1 | 0.3 | 0.9 | 9.8  |
| 2016 Kvalifikace na Olympijské hry | Řecko | 3  | 3  | 24.7 | 50,0 | 33,3 | 10,0 | 5.7 | 2.0 | 0.7 | 2.0 | 15.3 |
| 2019 Mistrovství světa             | Řecko | 5  | 5  | 25   | 52,2 | 22,2 | 70,6 | 8.8 | 2.4 | 2.4 | 0.6 | 14.8 |

## Ve filmu
V roce 2024 byl o jeho životní cestě z chudoby v Řecku mezi hvězdy NBA natočen film Giannis: Úžasná životní pouť (Giannis: The Marvelous Journey).